# إمبراطورية الشمس (فلم)
إمبراطورية الشمس (بالإنجليزية: Empire of the Sun), تدور أحداثه عن الحرب العالمية الثانية أنتج عام 1987. وهو مأخوذ من رواية تحمل الاسم ذاته من تأليف جيمس غراهام بالارد .

## القصة
(جيمس گراهام) بالارد، كان مدركاً هذا الأمر، حين طفق يكتب حكاية الحرب كما عاشها، معطياً بطله، الذي بالكاد كان في ذلك الحين تجاوز سن العاشرة، اسم جيم. وجيم هذا كما هو موصوف لنا في الرواية، عاش وحيداً الجزء الأكبر من الحرب العالمية الثانية، بين كارثة بيرل هاربور، وكارثة إلقاء الأميركيين قنبلتهم النووية الثانية على ناغازاكي - بعد هيروشيما - كان جيم خلال تلك الفترة منقطعاً عن أهله، أسير الحرب التي فاجأتهم وفاجأته وهو بعيد منهم، وبالتالي أسير الجوع والمرض، اللذين كانا يفتتان الجثث المنتشرة من حوله في كل مكان وُجد فيه.
وهكذا إذاً، يتعرف القارئ، إلى أهوال تلك الحرب، لا سيما في الشرق الأقصى من آسيا، من خلال نظرات ذلك الصبي - الطفل، فتتحول الحرب إلى صور متلاحقة تشكل ما يشبه الفيلم المتسارع المتحدث عن تلك الحرب. وكل شيء يبدأ هنا عشية ضربة بيرل هاربور، حيثما يكون والدا جيم قد توجها ليشاركا في حفلة تنكرية وسط بؤس الصين، من نوع تلك الحفلات التي كان الأجانب في المناطق المغلقة لهم في شنغهاي وغيرها يعيشون فيها لاهين غير مدركين الأوضاع من حولهم. أما جيم، فإنه إذ تحلّ الضربة المفاجئة وهو بعيد من أهله في انتظار عودتهما، يجد نفسه متروكاً وسط مطار مجاور، لا تزال رابضة فيه بقايا ضربة عسكرية جوية يابانية كانت دمرته في عام 1937... بيد أن هذا الديكور السوريالي، بدلاً من أن يرعب الفتى، يفتنه، من دون أن يشعر بأي رعب إزاء منظر الجنود اليابانيين الذين احتلوا المنطقة وتصرفاتهم. انه الآن أسيرهم، مثل غيره من الأسرى، لكنه يواصل حياته ولهوه وكأن شيئاً لم يكن: لنقل بالأحرى انه يبدو وقد تأقلم تماماً مع وضعه الجديد هذا، وراح يلقي على ما حوله نظرات بريئة، ذكية، وفضولية في الآن عينه. بيد أن كل ما يشاهده جيم، يعجز عن أن يدفعه إلى الشعور بأي كراهية إزاء هؤلاء الأعداء، بل انه يبدو طوال الوقت مفتوناً بطائراتهم: أما الجنود أنفسهم فإنهم بالنسبة اليه، ليسوا سوى أناس صفر شبان في معظم الأحيان، قد يكون الواحد منهم قادراً على ان يتحول بين لحظة وأخرى إلى شرير، غير أن جيم لا يكاد يأبه لهذا التحول، طالما ان الاحتكاك بهم، بالنسبة اليه، ممكن ويؤدي دائماً إلى الحصول على بعض الماء والغذاء الإضافيين.
وما هذا إلا لأن جيم يدرك، بالتجربة وعلى صغر سنه انه إذ أصبح الآن «أسيراً... يتعين عليه أن يفهم ان دوره الأساس يبقى في أن يحافظ على رغبة صادقة لديه في النجاة والبقاء على قيد الحياة» كما يدرك ان شرط هذا، انما هو «البقاء وقد وضع الحاضر نصب عينيه» كما هو «بكل موضوعية وقوة».
إذاً، فإن جيم كما تقدمه لنا الرواية، انما هو صبي يتسم بواقعية مدهشة، غير أن هذه الواقعية، لن تمنعه من أن يكون صاحب خيال لا ينضب. المهم ان جيم لاحقاً، حين ستنتهي الحرب، وحين سيجد نفسه وسط ملعب كبير وقد فك أسره أخيراً، سيشاهد في السماء من حوله لمعاناً كبيراً، سيدرك لاحقاً انه ناجم عن القنبلة النووية التي ألقيت فوق ناغازاكي: إذاً، هي حرب تنتهي، ولكن لكي يمثل التهديد باندلاع حروب جديدة ستكون، بالتأكيد، أكثر قسوة ووحشية. وإثر ذلك إذ يرصد جيم « هجوم عصابات تشان كاي تشيك المدعومة من الأميركيين، ضد الشيوعيين» يدرك، وقد وصل وعيه إلى ذروته ان تلك ليست سوى بداية حرب جديدة، باردة من جهة، وأهلية في الصين من جهة ثانية.
في حديث صحافي له قال بالارد بعد نشر روايته ان «جيم، الذي هو أنا - آخر بالنسبة إلي، ينظر إلى الوجود، نظرة بطل حدث له أن قرأ كل روايات الخيال العلمي التي نشرتها لاحقاً وكل كتبي الأخرى». وبالارد المولود في عام 1930، كان هو نفسه قد أسره اليابانيون خلال الحرب، في معسكر اعتقال في لونغوا الصينية. وهو سافر بعد ذلك إلى انكلترا، حيث بالتدريج أصبح واحداً من كبار كتاب الرواية فيها... وعرف حتى آخر ايامه بخصوبة كتاباته، إذ أصدر الكثير من الروايات والدراسات، لعل أشهرها، إضافة إلى ما ذكرنا، «كابوس الأبعاد الأربعة» و «غابة البلور» و «العالم الملتهم»...

## الأبطال
- كريستيان بيل (جيم جراهام)
- جون مالكوفيتش (بازي)
- ميراندا ريتشاردسون (السيدة فيكتور)

## وصلات خارجية
- مقالات تستعمل روابط فنية بلا صلة مع ويكي بيانات